# Église Saint-Paul de Rahier
Pour les articles homonymes, voir Église Saint-Paul.
L'église Saint-Paul est un édifice religieux situé dans le village de Rahier faisant partie de la commune belge de Stoumont en province de Liège.

## Localisation
L'église se trouve dans le village ardennais de Rahier le long d'une voie sans issue menant aussi à une ferme du XVIIe siècle et à l'ancien château de Rahier reconstruit très partiellement jusqu'en 2009 par l'ASBL Les amis de l'ancien chateau de Rahier.

## Historique
L'édifice a été réalisé en plusieurs temps. La tour date du XIIe siècle. La nef est terminée en 1632. La sacristie et le porche à entrée latérale ont été ajoutés probablement dans le courant du XIXe siècle. L'église a fait l'objet d'une restauration au cours des années 1980 à la suite d'un incendie.

## Description
Bâtie en moellons de grès issus de la région, l'église se compose d'une tour médiévale fortifiée avec clocher, d'une nef de trois travées percée de baies cintrées et d'un chevet à trois pans coupés. Une sacristie et une entrée complètent l'édifice. La toiture est couverte d'ardoises. Les fonts baptismaux de style roman datent du XIIe siècle ou du XIIIe siècle. Un gisant (pierre tombale) de Gilles de Rahier et Marguerite de Fraipont, avec 16 quartiers de noblesse, est visible à l'intérieur, ainsi qu'une dalle en marbre noir avec les armoiries et les quartiers de leurs fils Guillaume, Godefroid, Gilles Ferdinand et Conrard de Rahier. L'église est entourée d'un ancien cimetière ceint d'un mur de grès aussi classé et avoisine un chêne planté vers 1630.

## Classement
L'église est reprise depuis le 18 août 1982 sur la liste du patrimoine immobilier classé de Stoumont.

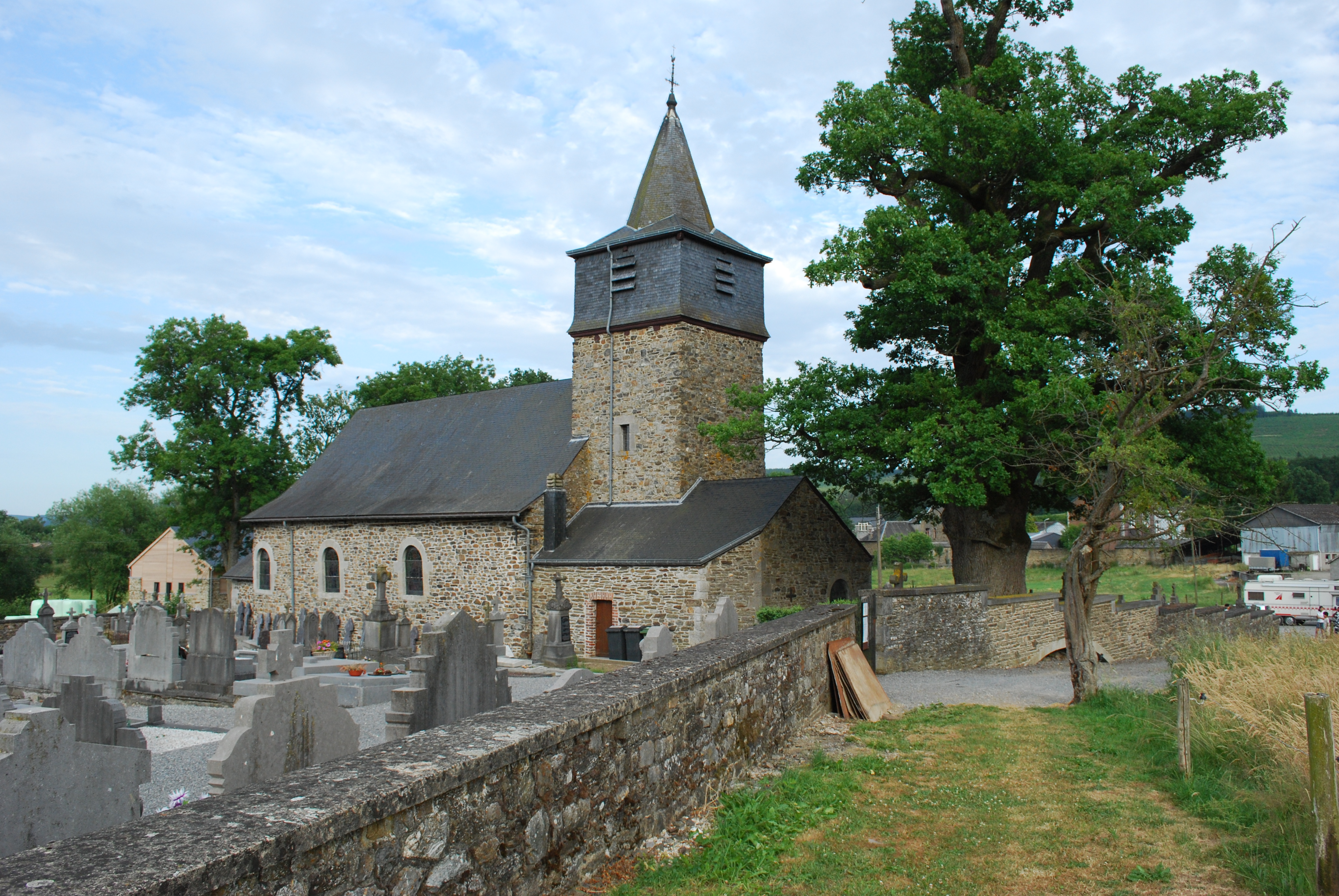

## Source et lien externe
- « ovatourisme.be/fr/eglise-saint… »(Archive.org • Wikiwix • Archive.is • Google • Que faire ?)